# Darryl Webster
Darryl Webster (* 7. Mai 1962 in Leicester) ist ein ehemaliger britischer Radrennfahrer und nationaler Meister im Radsport.

## Sportliche Laufbahn
Webster war im Bahnradsport und Straßenradsport aktiv. Er gewann in seiner Laufbahn eine Vielzahl von Rennen auf der Straße und auf der Bahn. Webster war Teilnehmer der Olympischen Sommerspiele 1984 in Los Angeles. Im olympischen Straßenrennen schied er aus. Im Mannschaftszeitfahren kam der britische Vierer mit Darryl Webster, Steven Poulter, Keith Reynolds und Peter Sanders auf den 8. Rang.
Einen ersten internationalen Erfolg hatte er mit dem Gewinn der Goldmedaille im Mannschaftszeitfahren bei den New Zealand Summer Games 1981. In der Mannschaftsverfolgung gewann er 1981 den nationalen Titel. Im Bergzeitfahren wurde er beim Sieg von Jeff Williams Dritter der Meisterschaft. Mit Greg Newton, Hugh Cameron und Philip Rayner verteidigte Webster 1982 den Titel in der Mannschaftsverfolgung. Auf der Straße wurde er Meister im Mannschaftszeitfahren. Im Punktefahren wurde Webster Vize-Meister. 1983 gewann er erneut den Titel in der Mannschaftsverfolgung mit Hugh Cameron, Malcolm Elliott und Philip Rayner. Dazu kam der Meisterschaftserfolg im Bergzeitfahren vor Mark Noble. Im Einzel- und Mannschaftszeitfahren wurde er jeweils Vize-Meister. 1984 konnte er die Meisterschaft im Einzelzeitfahren, im Bergzeitfahren, in der Einerverfolgung und in der Mannschaftsverfolgung (mit Paul Curran, Deno Davie und Martin Webster) für sich entscheiden. Dazu kamen ein Etappensieg im Circuit des Mines und der 2. Platz in der Gesamtwertung des Etappenrennens. 1985 gewann er zwei nationale Titel. Er war im Einzelzeitfahren und im Bergzeitfahren erfolgreich. Auch den Lincoln Grand Prix gewann Webster in jener Saison. 1986 wiederholte er die Titelgewinne im Einzelzeitfahren und im Bergzeitfahren. 1987 gewann er seine letzte Meisterschaft, als er das Meisterschaftsrennen im Einzelzeitfahren vor John Pritchard für sich entschied. Er holte sich den Sieg im Eintagesrennen Manx Trophy, einem der traditionsreichsten Straßenrennen auf der britischen Insel. Er gewann 1987 das Rennen The Golden Wheel, ein traditionsreiches internationales Bahnrennen in London.
Bei den Commonwealth Games 1982 holte Webster die Bronzemedaille in der Mannschaftsverfolgung. Von 1988 bis 1989 war er Berufsfahrer, er begann im Radsportteam Ever-Ready.